# Trox tuberculatus
Trox tuberculatus is een keversoort uit de familie beenderknagers (Trogidae). De wetenschappelijke naam van de soort is voor het eerst geldig gepubliceerd in 1774 door De Geer.